# Гродненско-барановичская группа говоров
Гро́дненско-бара́новичская гру́ппа го́воров (бел. гарадзенска-баранавіцкая група гаворак, гарадзенска-баранавіцкія гаворкі) — одна из групп говоров юго-западного диалекта белорусского языка, ареал которой размещён на западе Беларуси (в Гродненской области, исключая её северо-восточные районы, в северных районах Брестской области и в крайне юго-западных районах Минской области). В пределах юго-западного диалекта гродненско-барановичская группа говоров противопоставлена слуцко-мозырской.

## Изоглоссы диалектных зон
Ареал гродненско-барановичской группы говоров полностью размещён в границах двух диалектных зон — западной и центральной. Первая из этих диалектных зон объединяет гродненско-барановичские говоры с западными говорами полоцкой группы северо-восточного диалекта, с западными среднебелорусскими говорами и c западнополесскими говорами. С этими же говорами гродненско-барановичские объединяются отсутствием явлений восточной диалектной зоны. Вторая диалектная зона — центральная — связывает гродненско-барановичские говоры со среднебелорусскими говорами и слуцкими говорами слуцко-мозырской группы юго-западного диалекта.
Кроме того, северные говоры гродненско-барановичской группы объединяются рядом общих диалектных явлений с говорами северо-западной части белорусского ареала — с западными среднебелорусскими говорами и с западными говорами полоцкой группы (по наличию в них языковых черт северо-западной диалектной зоны). Для гродненско-барановичских говоров помимо диалектных явлений восточной диалектной зоны нехарактерны также явления юго-восточной диалектной зоны.

## Область распространения
Ареал говоров гродненско-барановичской группы расположен на территории Западной Беларуси. Согласно современному административному делению Республики Беларусь гродненско-барановичские говоры занимают почти полностью всю территорию Гродненской области (исключая её северо-восточные районы), северные районы Брестской области и крайне юго-западные районы Минской области. Наиболее крупные населённые пункты гродненско-барановичского ареала: Гродно, Барановичи, Новогрудок, Лида, Слоним. На западе к ареалу гродненско-барановичских говоров Беларуси примыкает область распространения белорусских говоров на территории Польши в районе Белостока.
На северо-востоке ареал гродненско-барановичских говоров граничит с областью распространения среднебелорусских говоров, на востоке — с областью распространения слуцких говоров слуцко-мозырской группы юго-западного диалекта. На юге гродненско-барановичские говоры соседствуют с западнополесским диалектным ареалом, на западе (на территории Польши) — с подляшскими и отчасти сувальскими говорами мазовецкого диалекта. На севере к ареалу гродненско-барановичской группы говоров примыкает ареал литовского языка.

## Особенности говоров
Для языковой системы гродненско-барановичской группы говоров характерны многие особенности юго-западного диалекта, включая такие, как:
1. Недиссимилятивное аканье — произношение безударного гласного [а] ([ы]) в первом предударном слоге после твёрдых согласных перед всеми ударными гласными [i], [е], [ы], [у], [о], [а]: в[а]дá (бел. литер. вада «вода»), в[ы]ды́, в[а]дý, в[а]дз’é, в[а]дóйу. Недиссимилятивное яканье — произношение гласного [’а] в первом предударном слоге после мягких согласных перед всеми ударными гласными: [в’а]снá (бел. литер. вясна́ «весна»), [в’а]сны́, [в’а]снý, [в’а]сн’é, [в’а]снóйу.
2. Различение гласных /о/ и /а/ в конечном безударном открытом слоге: мнóг[о] (бел. литер. многа «много»), с’éн[о] (бел. литер. сена «сено»), дарóг[а] (бел. литер. дарога «дорога»).
3. Произношение [ě] или [i͡е] на месте /ê/ в позиции под ударением: л’[ě]с / л’[i͡е]с (бел. литер. лес «лес»).
4. Произношение [ô] или [у͡о] на месте /o/ и [’ě], [ô] или [i͡е], [у͡о] на месте /e/ в закрытом ударном слоге: кôн’ / ку͡он’ (бел. литер. конь «конь»), п’ěч / п’i͡еч (бел. литер. печ «печь»), н’ôс / н’у͡ос (бел. литер. нёс «нёс»).
5. Наличие окончания -ойу, -ейу у существительных женского рода в форме творительного падежа единственного числа: сц’анóйу (бел. литер. сцяной «стеной»), з’амл’óйу / з’амл’е́йу (бел. литер. зямлёй «землёй»).
6. Наличие окончания -а у существительных среднего рода в форме именительного падежа множественного числа: с’óла (бел. литер. сёлы «сёла»), во́кна (бел. литер. вокны «о́кна»), аз’óра (бел. литер. азёры «озёра»); наличие окончания -е у существительных мужского рода в форме именительного падежа множественного числа: гараде́ (бел. литер. гарады «города́»), кавал’е́ (бел. литер. кавалі «кузнецы»), наже́ (бел. литер. нажы «ножи»).
7. Распространение у прилагательных и местоимений мужского и среднего рода в форме предложного падежа единственного числа окончания -ом: аб маладо́м (бел. литер. аб маладым «о молодом»), у том (бел. литер. у тым «в том»).
8. Наличие окончания -мо у глаголов в форме 1-го лица множественного числа II спряжения: гл’адз’iмó (бел. литер. глядзім «смотрим»), роб’iмó (бел. литер. робім «делаем, работаем»).
9. Образование форм глаголов будущего времени сочетанием инфинитива и личных форм глагола iму «иметь»: раб’íц’му (бел. литер. я буду рабіць «я буду делать / работать»), раб’íц’м’еш (бел. литер. ты будзеш рабіць «ты будешь делать / работать»), раб’íц’м’е (бел. литер. ён / яна / яно будзе рабіць «он / она / оно будет делать / работать»), раб’íц’муц’ (бел. литер. яны будуць рабіць «они будут делать / работать»).
10. Распространение словообразовательного типа существительных на -’а: дз’iц’á (бел. литер. дзіця «ребёнок»), ц’ал’á (бел. литер. цялё «телёнок»).
11. Распространение таких слов, как ка́чка (бел. литер. качка «утка»), адры́на (вышкі «сеновал»), по́куц’ («красный угол»), сашн’íк (бел. литер. лямеш «лемех»), ла́тка (бел. литер. латка «заплатка, кусочек»), картóфл’а (бел. литер. бульба «картофель»), йáлав’iна (ялавічына «говядина») и т. д.

Помимо этого, для гродненско-барановичских говоров характерны специфические местные диалектные явления, выделяющие гродненско-барановичский ареал в пределах юго-западного диалекта и противопоставляющие его слуцко-мозырскому ареалу:
1. Распространение форм творительного падежа единственного числа существительных типа ц’ел’éм (бел. литер. цялём «телёнком»), парес’éм (бел. литер. парасём «поросёнком»). В слуцко-мозырских говорах отмечаются формы типа ц’ал’óм, парас’óм.
2. Наличие форм 3-го лица множественного числа глагола йéс’ц’i (бел. литер. есцi «есть, кушать») — йаду́ц’ (бел. литер. ядуць «едят»). Этой форме противопоставлена форма слуцко-мозырского ареала йадз’áц’.
3. Наличие форм 1-го лица множественного числа глагола с мягким согласным или с шипящим в исходе основы: iдз’éм / йдз’éм (бел. литер. ідзем «идём»), п’ачéм / п’ачóм (бел. литер. пячом «печём»). В слуцко-мозырских говорах распространены формы глагола с твёрдым согласным: ідо́м, п’акóм и т. д.